# Kardomia jucunda
Kardomia jucunda är en myrtenväxtart som först beskrevs av Stanley Thatcher Blake, och fick sitt nu gällande namn av Peter G.Wilson. Kardomia jucunda ingår i släktet Kardomia och familjen myrtenväxter. Inga underarter finns listade i Catalogue of Life.